# Centro Ester Pallavolo 2000-2001
Questa voce raccoglie le informazioni riguardanti il Centro Ester Pallavolo nelle competizioni ufficiali della stagione 2000-2001.

## Organigramma societario
Area direttiva
- Presidente: Rino Improta

Area tecnica
- Allenatore: Ettore Marcovecchio (fino al 9 dicembre 2000), Roberto Lobietti (dal 4 febbraio 2001)
- Allenatore in seconda: Giuseppe Scognamiglio

Area sanitaria
- Medico: Epifano D'Arrigo
- Fisioterapista: Mario Aurino

## Rosa
| N° | Nome                 | Ruolo | Data di nascita   | Nazionalità sportiva |
| -- | -------------------- | ----- | ----------------- | -------------------- |
| 1  | Margarita Okrachkova | S     | 5 dicembre 1971   | Russia               |
| 2  | Antonella Bragaglia  | C     | 4 febbraio 1973   | Italia               |
| 3  | Rosa Ricci           | P     | 6 gennaio 1973    | Italia               |
| 4  | Annalisa Sannino     | C     | 28 febbraio 1982  | Italia               |
| 5  | Christina Benecke    | C     | 14 ottobre 1974   | Germania             |
| 6  | Carmen Țurlea        | O     | 18 novembre 1975  | Romania              |
| 8  | Charlene Tagaloa     | P     | 14 ottobre 1973   | Stati Uniti          |
| 9  | Caterina De Marinis  | L     | 10 settembre 1970 | Italia               |
| 11 | Annalisa Cadè        | L     | 15 maggio 1967    | Italia               |
| 13 | Michaela Večerková   | C     | 21 aprile 1973    | Rep. Ceca            |
| 14 | Patricia Soto        | S     | 10 febbraio 1980  | Perù                 |
| 15 | Antonella Del Core   | C     | 5 novembre 1980   | Italia               |
| 16 | Ana Paula de Tassis  | S     | 5 gennaio 1965    | Italia               |